# Єдність вимірювань
Є́дність вимі́рювань — стан вимірювань, за якого їх результати виражаються в (узаконених) одиницях вимірювань, а характеристики похибок або невизначеності вимірювань відомі із заданою ймовірністю та не виходять за встановлені границі

## Актуальність
Аналіз порівняно простих методів вимірювань показує, що похибки результатів вимірювань залежать значною мірою від засобів вимірювань, їх стану, класу точності, кваліфікації і підготовки персоналу тощо. Досягнути високої точності вимірювань неможливо без забезпечення одноманітності засобів вимірювальної техніки, тобто такого їх стану, коли вони проградуйовані у прийнятих одиницях, а їх метрологічні характеристики відповідають нормам. Засоби вимірювань мають бути своєчасно відремонтовані, повірені у метрологічних установах і мати належне обслуговування. Крім того, на точність вимірювань значною мірою впливають методи вимірювань, зовнішні чинники, фізіологічний стан спостерігача та багато інших факторів.
При використанні сучасних складних методів вимірювання засоби вимірювань не завжди визначають сумарну похибку вимірювань, оскільки на похибку більше впливають недосконалість методу вимірювання, помилки експериментатора та зміна умов проведення вимірювання. Тому важливо забезпечити одноманітність засобів вимірювань, єдність вимірювань, умови проведення експерименту, а також чітко визначити мету та послідовність опрацювання результатів експерименту за допомогою ЕОМ.
Також, важливими є вироблення і дотримання правил, що регламентують порядок підготовки, проведення і опрацювання результатів вимірювань (правила законодавчої метрології), встановлення еталонної бази і комплексу зразкових засобів вимірювань для передачі розміру одиниць фізичних величин від еталонів зразковим і робочим засобам вимірювань (повірочні схеми) та організація контролю за виконанням правил і норм законодавчої метрології та своєчасною повіркою і атестацією всіх засобів вимірювальної техніки в державі.

## Забезпечення єдності вимірювань
Таким чином, забезпечення єдності вимірювань як діяльності, спрямованої на досягнення і підтримку єдності вимірювань в Україні є досить складним і відповідальним завданням, яке й визначає головний зміст метрології і метрологічних служб держави. Виходячи з цього, метрологічне забезпечення — це встановлення і застосування метрологічних норм і правил, а також розроблення, виготовлення та застосування технічних засобів, необхідних для досягнення єдності і потрібної точності вимірювань.
Науковою основою метрологічного забезпечення є метрологія — наука про вимірювання, про методи та засоби забезпечення єдності вимірювань і способи досягнення потрібної точності.
Технічними основами метрологічного забезпечення є: система одиниць фізичних величин, система передачі розмірів одиниць фізичних величин від національних еталонів усім засобам вимірювань, система розробки, постановки на виробництво і випуску в обіг робочих засобів вимірювань необхідної точності для промисловості, система обов'язкових державних і відомчих повірок або метрологічної атестації засобів вимірювань, система стандартних зразків складу та властивостей речовин і матеріалів, система стандартних довідкових даних про фізичні константи та властивості речовин і матеріалів тощо.
Організаційною основою метрологічного забезпечення є метрологічний контроль і нагляд з боку відповідних служб. Державний метрологічний контроль і нагляд (ДМКН) здійснюється Державною метрологічною службою, яку очолює Держспоживстандарт України, а метрологічний контроль і нагляд здійснюється метрологічними службами центральних органів виконавчої влади, та метрологічними службами підприємств і організацій.
Загальні правила і норми метрологічного забезпечення встановлюються стандартами державної системи забезпечення єдності вимірювань. Остання є комплексом установлених стандартами взаємопов'язаних правил, положень, вимог і норм, які визначають організацію і методику проведення робіт для оцінки та забезпечення єдності і точності вимірювань.
Єдність вимірювань досягається на основі стандартизації:
- одиниць фізичних величин;
- державних еталонів і повірочних схем;
- методів і засобів повірки засобів вимірювань;
- нормування метрологічних характеристик;
- норм точності вимірювань;
- способів вираження і форм представлення результатів вимірювань та показників точності вимірювань;
- методик проведення вимірювань;
- методик оцінки достовірності й форми представлення даних про властивості речовин і матеріалів;
- вимог до зразків складу і властивостей речовин та матеріалів;
- організації і порядку проведення державних випробувань, повірки, метрологічної атестації засобів вимірювань, метрологічної експертизи, нормативно-технічної, проектної, конструкторської і технологічної документації.

## Національні та регіональні стандарти
Перелік основних нормативних документів, що регламентують забезпечення єдності вимірювань в Україні:
- ДСТУ 3561.0-97 Метрологія. Одиниці фізичних величин. Основні одиниці фізичних величин Міжнародної системи одиниць. Основні положення, назви та позначення.
- ДСТУ 3561.1-97 Метрологія. Одиниці фізичних величин. Похідні одиниці фізичних величин Міжнародної системи одиниць. Основні поняття, назви та позначення.
- ДСТУ 3561.2-97 Метрологія. Одиниці фізичних величин. Фізичні сталі та характеристичні числа.
- ДСТУ 3215-95 Метрологія. Метрологічна атестація засобів вимірювальної техніки. Організація та порядок проведення.
- ДСТУ 3400-2000 Метрологія. Державні випробування засобів вимірювальної техніки. Основні положення, організація, порядок проведення і розгляду результатів.
- ДСТУ 2708-99 Метрологія. Повірка засобів вимірювальної техніки. Організація та порядок проведення.
- ДСТУ 3989-2000 Метрологія. Калібрування засобів вимірювальної техніки. Основні положення, організація, порядок проведення та оформлення результатів.
- ГОСТ 8.009-84 ГСИ. Нормируемые метрологические характеристики средств измерения.
- ГОСТ 8.010-90 ГСИ. Методика выполнения измерений.
- МИ 1317-86 ГСИ. Результаты и характеристики погрешности измерений. Формы представления. Способы использования при испытаниях образцов продукции и контроле их параметров.

## Значення єдності вимірювань
Дотримання єдності вимірювань полягає в регламентованому процесі виготовлення та експлуатації засобів вимірювальної техніки і робить позитивний влив у різноманітних галузях, а саме: підвищує точність результатів вимірювань, а значить і достовірність наукових досліджень; забезпечує економію матеріальних цінностей і ресурсів; сприяє (хоча і непрямим чином) зростанню якості продукції, ефективності виробництва, розвитку медицини, військової справи, охорони довкілля, тощо.